# James Deen
Se James Dean för skådespelaren som levde från 1931 till 1955.
Bryan Matthew Sevilla, född 7 februari 1986 i Los Angeles, Kalifornien, USA, arbetar som porrskådespelare, under namnet James Deen.
Han har också regisserat ett antal scener och har börjat en sidokarriär i vanlig underhållningsfilm.

## Pornografin
Deen hoppade av skolan som 15-åring och levde som hemlös punkare i Pasadena under två år. När han fyllt 18 år, 2004, började han som porrskådespelare, ett yrkesval han bestämt sig för redan innan han började skolan.
Han har gjort sig känd som en för pornografin ovanligt icke-stereotyp manlig skådespelare och har gjort mycket av den porr som också uppskattas av kvinnor, huvudsakligen för fetischbolaget Kink.com, där han gjort scener med bland andra Satine Phoenix, Chastity Lynn och Princess Donna. 
Det har gjort Deen till en av porrvärldens bäst betalda manliga skådespelare.

## Hollywood
Deen har också blivit populär bland unga tonårsflickor, en målgrupp som traditionellt inte konsumerar pornografisk film.
Hans popularitet hos kvinnor och ungdomar har lett till erbjudande utanför pornografin. Deen spelar mot Lindsay Lohan i Paul Schrader's kommande film The Canyons, skriven av Bret Easton Ellis.

## Priser och nomineringar
- 2008: XRCO Awards - Best On-Screen Chemistry, med Joanna Angel
- 2008: XRCO Awards - Unsung Swordsman
- 2009: AVN Awards - Male Performer of the Year
- 2009: XRCO Awards - Best On-Screen Chemistry, med Joanna Angel
- 2009: XRCO Awards - Male Performer of the Year
- 2010: XBIZ Awards - Male Performer of the Year[8].

Deen har nominerats till ytterligare mer än 90 priser under sin karriär.